# Odbojka na Mediteranskim igrama 2013.
Odbojkaški turnir na Mediteranskim igrama 2013. održavao se od 22. do 29. lipnja. Utakmice su se odigravale u dvoranama Toroslar i Servet Tazegül u Mersinu.

## Osvajači medalja
| Kategorija | Zlato   | Srebro | Bronca    |
| Muškarci   | Italija | Tunis  | Francuska |
| Žene       | Italija | Turska | Hrvatska  |

## Sudionici

### Muškarci
| Država                                       |
| -------------------------------------------- |
| Alžir Egipat Tunis                           |
| Francuska Italija Sjeverna Makedonija Turska |

### Žene
| Država                                            |
| ------------------------------------------------- |
| Hrvatska Francuska Grčka Italija Slovenija Turska |